# VV Zwartemeer in het seizoen 1964/65
Het seizoen 1964/1965 was het 10e jaar in het bestaan van de Klazienaveense betaaldvoetbalclub Zwartemeer. De club kwam uit in de Tweede divisie A en eindigde daarin op de zevende plaats. Tevens deed de club mee aan het toernooi om de KNVB beker, hierin werd de club in de eerste ronde uitgeschakeld door Telstar (0–2).

## Wedstrijdstatistieken

### Tweede divisie A
|       | AGOVV | Cambuur | EDO   | De Graafschap | Haarlem | Heerenveen | Hilversum | PEC   | RCH   | Tubantia | Vitesse | Wageningen | Zaanstreek | ZFC   | Zwolsche Boys |
| ----- | ----- | ------- | ----- | ------------- | ------- | ---------- | --------- | ----- | ----- | -------- | ------- | ---------- | ---------- | ----- | ------------- |
| Thuis | 1 – 1 | 1 – 0   | 2 – 0 | 3 – 1         | 1 – 0   | 2 – 2      | 2 – 1     | 5 – 0 | 1 – 2 | 4 – 1    | 0 – 0   | 2 – 3      | 0 – 0      | 2 – 0 | 1 – 1         |
| Uit   | 2 – 1 | 0 – 0   | 4 – 0 | 0 – 0         | 0 – 1   | 2 – 1      | 0 – 5     | 0 – 2 | 1 – 0 | 2 – 2    | 2 – 2   | 1 – 1      | 2 – 1      | 4 – 0 | 1 – 3         |

### KNVB beker
| 1e ronde                                            | Zwartemeer | 0 – 2 (0 – 2) | Telstar                         |
| 4 oktober 1964 Plaats: Klazienaveen Mr. Ovingstraat |            |               | 20' Map Marijt 24' Rob de Vries |

## Statistieken Zwartemeer 1964/1965

### Eindstand Zwartemeer in de Nederlandse Tweede divisie A 1964 / 1965
| Stand | Gespeeld | Gewonnen | Gelijk | Verloren | Punten | Doelpunten voor | Doelpunten tegen |
| ----- | -------- | -------- | ------ | -------- | ------ | --------------- | ---------------- |
| 7e    | 30       | 12       | 10     | 8        | 34     | 46              | 33               |

### Topscorers
| #      | Naam             | Goal |
| ------ | ---------------- | ---- |
| 1.     | Tonny Roosken    | 17   |
| 2.     | Freek Schutten   | 9    |
| 3.     | Klaas Snip       | 8    |
| 4.     | Bennie Specken   | 5    |
| 5.     | Luc Gerdes       | 2    |
| 5.     | Willy Hoogenberg | 2    |
| 5.     | Teun Veenstra    | 2    |
| 8.     | Riekus Nieborg   | 1    |
| Totaal | Totaal           | 46   |

| #      | Naam        | Goal |
| ------ | ----------- | ---- |
| –      | Geen speler | 0    |
| Totaal | Totaal      | 0    |